# Anselm Bilgri
Anselm Bilgri (* 4. November 1953 in Unterhaching) ist früherer Benediktiner und Cellerar der Abtei St. Bonifaz in München sowie Prior im Kloster Andechs und arbeitet seit seinem Ordensaustritt als Vortragender, Lebensberater und Buchautor.

## Leben
1975 trat der Wirtssohn in die Benediktinerabtei Sankt Bonifaz in München ein und studierte  Philosophie und Katholische Theologie. Im Juni 1980 wurde er von Erzbischof Joseph Kardinal Ratzinger zum Priester geweiht. Nach der Tätigkeit als Jugendseelsorger war er von 1986 bis 2004 Cellerar der Abtei St. Bonifaz. 1994 wurde er Prior im der Abtei St. Bonifaz angeschlossenen Kloster Andechs. Er war für die Führung der ca. 200 Mitarbeiter des Wirtschaftsbetriebes in Andechs verantwortlich, zudem war er ein beliebter Gesprächspartner für Presse und Fernsehen.
Bei der Wahl um die Nachfolge von Abt Odilo Lechner im Jahr 2003 erkor der Konvent – entgegen den Erwartungen vieler Außenstehender – nicht Bilgri, sondern den 34 Jahre alten Pater Johannes Eckert zum neuen Abt von St. Bonifaz. Nach Differenzen mit Eckert legte Bilgri ein Sabbatjahr ein. Am 5. Juli 2004 teilte er mit, er werde wegen „einer zunehmenden Entfremdung vom Gemeinschaftsleben“ nicht in die klösterliche Gemeinschaft zurückkehren. Von 2004 bis 2008 war er Gesellschafter der Unternehmensberatung Anselm Bilgri – Zentrum für Unternehmenskultur. Seit 2013 ist Bilgri Vorstandsvorsitzender der Stiftung München, die der Förderung des bürgerschaftlichen Engagements in der Stadt dient.
Seit dem Ordensaustritt ist Bilgri hauptberuflich als Redner, Lebensberater und Autor tätig. Um daneben weiterhin als katholischer Priester wirken zu können, bat er Erzbischof Friedrich Wetter um Inkardination in die Erzdiözese München und Freising. Hierzu kam es jedoch nicht.
Im Dezember 2020 trat Bilgri aus der Römisch-katholischen Kirche aus und in die Alt-katholische Kirche ein. Gemäß dem Kanonischen Recht der römisch-katholischen Kirche sind Bilgri dadurch priesterliche Handlungen in dieser Kirche nicht mehr möglich. Bilgri wurde nach seinem Wechsel als Priester im Ehrenamt in der alt-katholischen Gemeinde von München tätig.
Anfang März 2021 machte er seine Homosexualität öffentlich und heiratete am 12. März seinen langjährigen Freund. Der Münchner Oberbürgermeister Dieter Reiter vollzog die Trauung. Am 8. Oktober 2022 heiratete er in der alt-katholischen Sankt-Willibrord-Kirche in München auch kirchlich.

## Ehrungen
- 1997 Bundesverdienstkreuz am Bande[9]

## Werke
- mit Florian Werner: Andechs. Die Geheimnisse des heiligen Berges. Stürtz, Würzburg 1989
- mit Klaus-Wilhelm Gérard: Kochen für Leib & Seele. Das Kloster-Andechs-Kochbuch. Sankt-Ulrich-Verlag, Augsburg 1995, ISBN 3-929246-08-2
- mit Florian Werner: Kloster Andechs. Rosenheimer, Rosenheim 1995
- mit Franz Henrich: Kreuz und Kreatur – Zum Gesamtkunstwerk von Christine Stadler: Skulpturen in Holz, Stein und Bronze, Mosaiken, Schnell & Steiner, München 1996, ISBN 978-3-7954-1101-5
- mit Odilo Lechner und Hans-Günther Kaufmann: Wie Mönche leben. Zu Gast im Kloster Andechs. Pattloch, Augsburg 1997
- als Hrsg. mit Bernhard Kirchgessner: Liturgia semper reformanda. Für Karl Schlemmer. Herder, Freiburg im Breisgau u. a. 1997
- Bischof Simpert. Heiliger zwischen Legende und Geschichte. Sankt-Ulrich-Verlag, Augsburg 1997, ISBN 3-929246-18-X
- mit Peter K. Köhler und Birgit Adam: Geheimnisse der Klosterbrauerei. Bierige Koch- und Heilrezepte aus dem Kloster Andechs. Sankt-Ulrich-Verlag, Augsburg 1998
- mit Klaus-Wilhelm Gérard: Das Kloster-Andechs-Restl-Kochbuch. Nachhaltiges Kochen in einer neuen Dimension. Sankt-Ulrich-Verlag, Augsburg 1999
- Wiederkehr der Heiligen. 1999, ISBN 3-88096-769-5
- mit Birgit Adam: Das Kloster-Andechs-Kräuterbuch. Wie Mönche heilen und würzen. Sankt-Ulrich-Verlag, Augsburg 2000, ISBN 3-929246-58-9
- mit Klaus-Wilhelm Gérard: Das Kloster-Andechs-Fastenbuch. Auf der Suche nach dem Wesentlichen. Sankt-Ulrich-Verlag, Augsburg 2001
- als Hrsg. mit Willibrord Godel: Mönche und Nonnen. Dialogpartner für solche, die Gott ahnen und ihn suchen. EOS Verlag, St. Ottilien 2001, ISBN 3-8306-7098-2
- mit Konrad Stadler: Finde das rechte Maß. Benediktinische Ordensregeln für Arbeit und Leben heute. Piper Verlag, 2004, ISBN 3-492-04592-8
- Stundenbuch eines weltlichen Mönchs. Piper Verlag, 2006, ISBN 3-492-04732-7
- Entrümple deinen Geist. Wie man zum Wesentlichen vordringt. Knaur, München 2007, ISBN 978-3-426-66279-3
- Herzensbildung. Ein Plädoyer für das Kapital in uns. Piper, München 2009, ISBN 978-3-492-05286-3
- Herzensbildung. In: Lilo Göttermann (Hrsg.): Denkanstöße 2011. Ein Lesebuch aus Philosophie, Kultur und Wissenschaft. Piper, München 2010, ISBN 978-3-492-25824-1, S. 75–86.